# Straßentheater

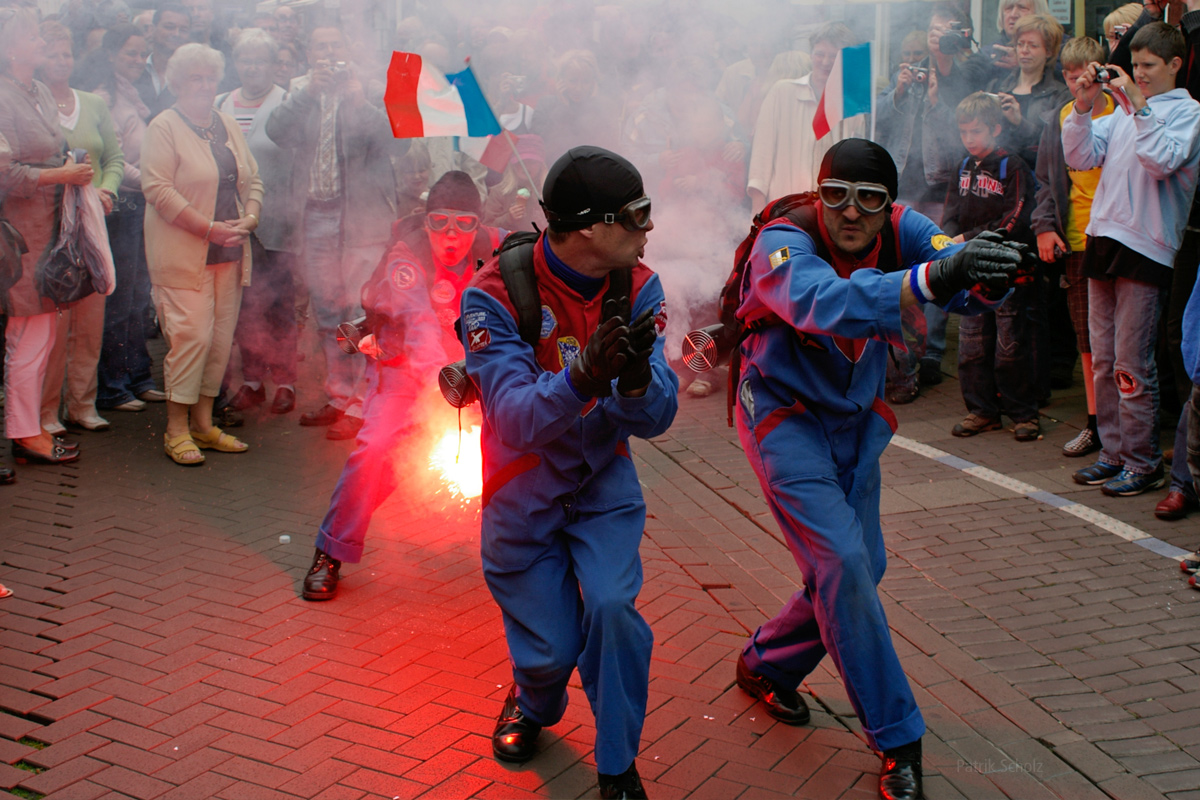
Aufführung beim Internationalen Straßentheaterfestival Holzminden, 2009

Als Straßentheater werden Formen des Wandertheaters bezeichnet, die im öffentlichen Raum stattfinden.

## Straßentheater in Europa

### Antike und Mittelalter

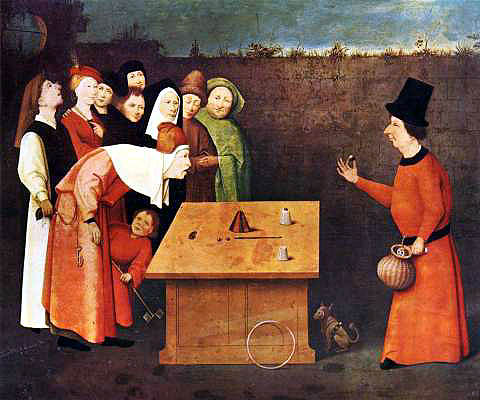
Der Gaukler, Gemälde von Hieronymus Bosch

Straßentheater, entweder als mehrköpfige Theatergruppe oder als Ein-Mensch-Theater, gibt es in seiner Urform in Gestalt der Gaukler bereits in der Antike des 2. Jahrhunderts n. Chr. und wurde bereits von Alkiphron in seinen fingierten Briefen erwähnt.
Auch all die mittelalterlichen Gaukler, Wander- und Straßentheater verließen sich weniger auf genau einstudierte Inszenierungen als auf die kreativen Kräfte, die durch Improvisation zustande kommen. Nicht zuletzt dadurch, dass sich auftretende Künstler unter freiem Himmel bis auf den heutigen Tag erst einmal die nötige Aufmerksamkeit verschaffen müssen, sind die meisten Auftritte und Darbietungsformen von jeher sehr spektakulär angelegt, z. B. durch Feuerspucken, Stelzenläufer, figurenartige Großobjekte, Riesenmasken, Musik, Akrobatik und Zauberkunst.

### 1920er-Jahre
Das deutsche Straßentheater der Neuzeit hat seine historischen Ursprünge im Arbeitertheater, das zur Zeit der Sozialistengesetze in Deutschland (1879 bis 1890) entstand, sowie im kommunistisch geprägten Agitprop-Theater der Russischen Revolution. Straßentheater wurde verstanden als Kultur von unten. Es hatte proletarische Wurzeln und verfolgte damals meist politische Ziele, teilweise wurde offen Wahlwerbung für bestimmte Parteien des linken Spektrums betrieben. Bevorzugte Aufführungsorte waren z. B. Fabriktore nach Werkschluss, um die Arbeiterschaft direkt anzusprechen. Führender Vertreter eines Arbeitertheaters in Deutschland war Erwin Piscator, der 1920/21 in Berlin das Proletarische Theater gründete, ein Theater nur für Arbeiter, das allerdings von der offiziellen Kulturpolitik der KPD abgelehnt wurde. Als er später, wie viele andere Künstler, vor der Naziherrschaft fliehen musste, gründete er nach Umwegen über die Sowjetunion und Paris in New York den Dramatic Workshop an der New School for Social Research. Dort unterrichtete er auch Judith Malina und Julian Beck, die 1947 das The Living Theatre gründeten.

### 1960er-Jahre bis 2000
In den 1960er-Jahren waren es vor allem Theatergruppen wie das Living Theatre, das aus den USA nach Europa, später nach Brasilien gezogen war, der Jord Cirkus (Earth Circus) aus Schweden (gegründet von Chris Torch, einem früheren Mitglied des Living Theatre), das Odin Teatret aus Dänemark (gegründet in Oslo von Eugenio Barba, einem Schüler Jerzy Grotowskis), die San Francisco Mime Troupe, die sich als „Guerillatheater“ verstanden, The New York Street Theatre Caravan oder das von dem Deutschen Peter Schumann gegründete New Yorker Bread and Puppet Theater aus den USA, die auch in Deutschland und im weiteren Europa auftraten und das Straßentheater als Form des (politischen) Kampfes besonders in der sogenannten Sponti-Szene populär machten. Diese Gruppen traten allerdings nur zum Teil auf den Straßen auf; viele von ihnen erprobten schon lange vorher neue Raum- und Theaterkonzepte, die stark von Erwin Piscator und dem Epischen Theater von Bertolt Brecht beeinflusst waren. Viele Schauspieler von freien Gruppen schafften den Sprung ins kommerzielle Theater- und Filmgeschäft, wie etwa Judith Malina vom Living Theatre oder Marika Lagercrantz vom Jord Cirkus.

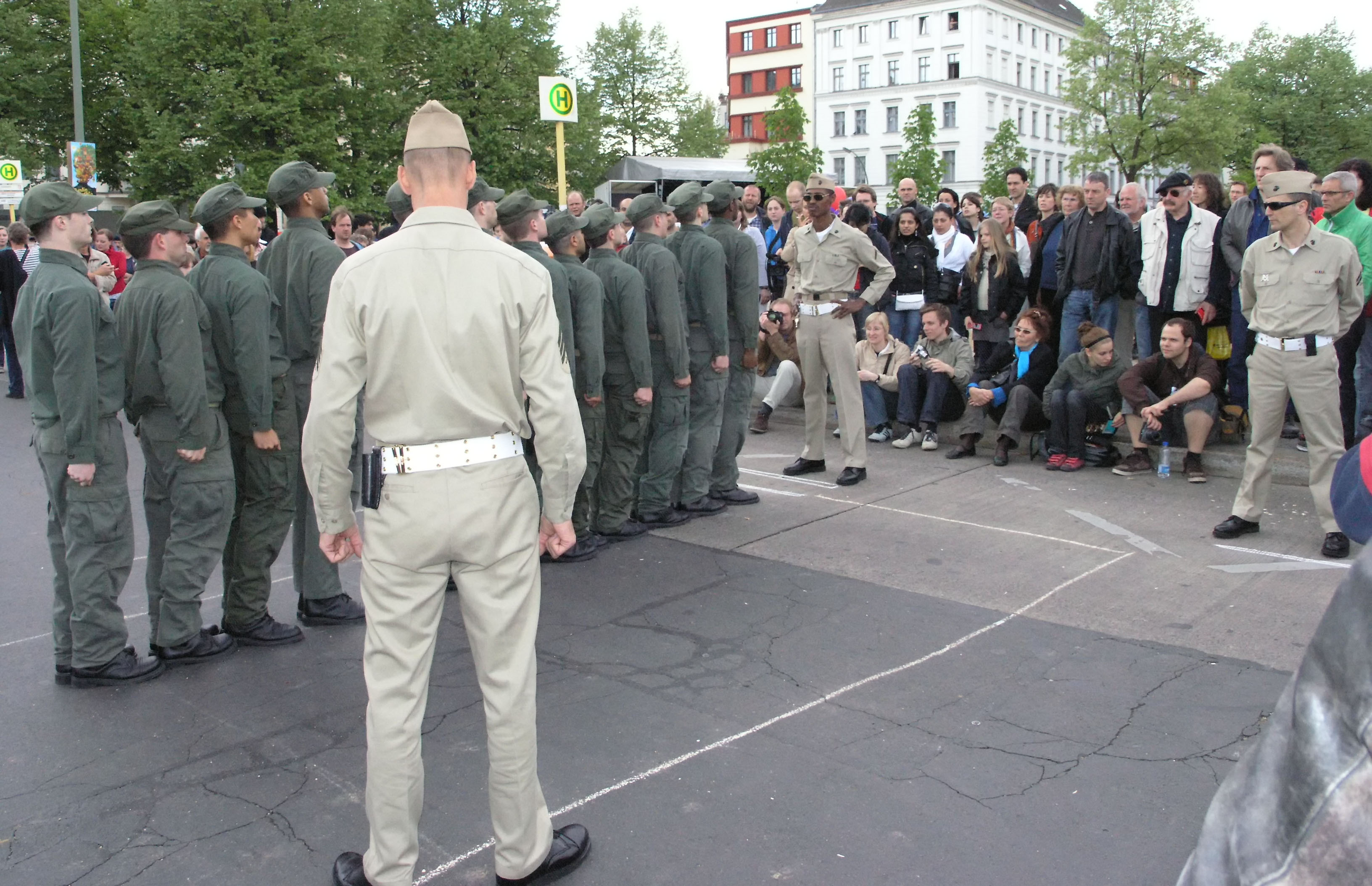
The Living Theatre präsentiert ihr Anti-Kriegs-Stück The Brig im Rahmen des Myfest 2008 auf dem Oranienplatz in Berlin-Kreuzberg

In der Bundesrepublik Deutschland fanden zu Anfang der 1960er-Jahre die ersten Happenings statt. Dabei handelt es sich um eine von Allan Kaprow propagierte Kunstform, die durch die Verbindung von Theater und Bildender Kunst entstand und die herkömmliche Grenze zwischen Performern und Publikum aufhob. Während der Studentenunruhen und ihrer Proteste gegen den Vietnamkrieg Mitte der 1960er-Jahre wurde das Straßentheater als geeignetes Mittel des Agitprop wiederentdeckt und durch Einflüsse aus dem Happening zur neuartigen Form des Teach-in verschmolzen und von Bazon Brock zum Agitpop (Aktionsvortrag, Agitationstheater und Straßentheater) umformuliert.
Zu dieser Zeit wurde auch der polnische Regisseur und Theatertheoretiker Jerzy Grotowski und sein „armes Theater“ (wieder)entdeckt. Andere Akteure befassten sich mit dem Theater der Unterdrückten nach Augusto Boal und praktizierten das von ihm entwickelte Unsichtbare Theater oder das Forumtheater. Gleichzeitig griffen die Straßentheaterkünstler vermehrt auf das Figurenarsenal und die Spielformen der italienischen Commedia dell’arte zurück, was dazu führte, dass Jonglieren, Zirkus- und Zauberkünste Eingang in die theatergeschichtliche Entwicklung fanden und beim Publikum mehr Zuspruch, wie sich in den Fußgängerzonen mehr und mehr bemerkbar machte.
Im Zuge dessen wurde auch der Narr, Clown oder „Fool“ als provozierende Figur und Rolle wieder populär, geprägt etwa durch Jango Edwards, ob solo oder mit der Friends Roadshow, und durch Dario Fo.

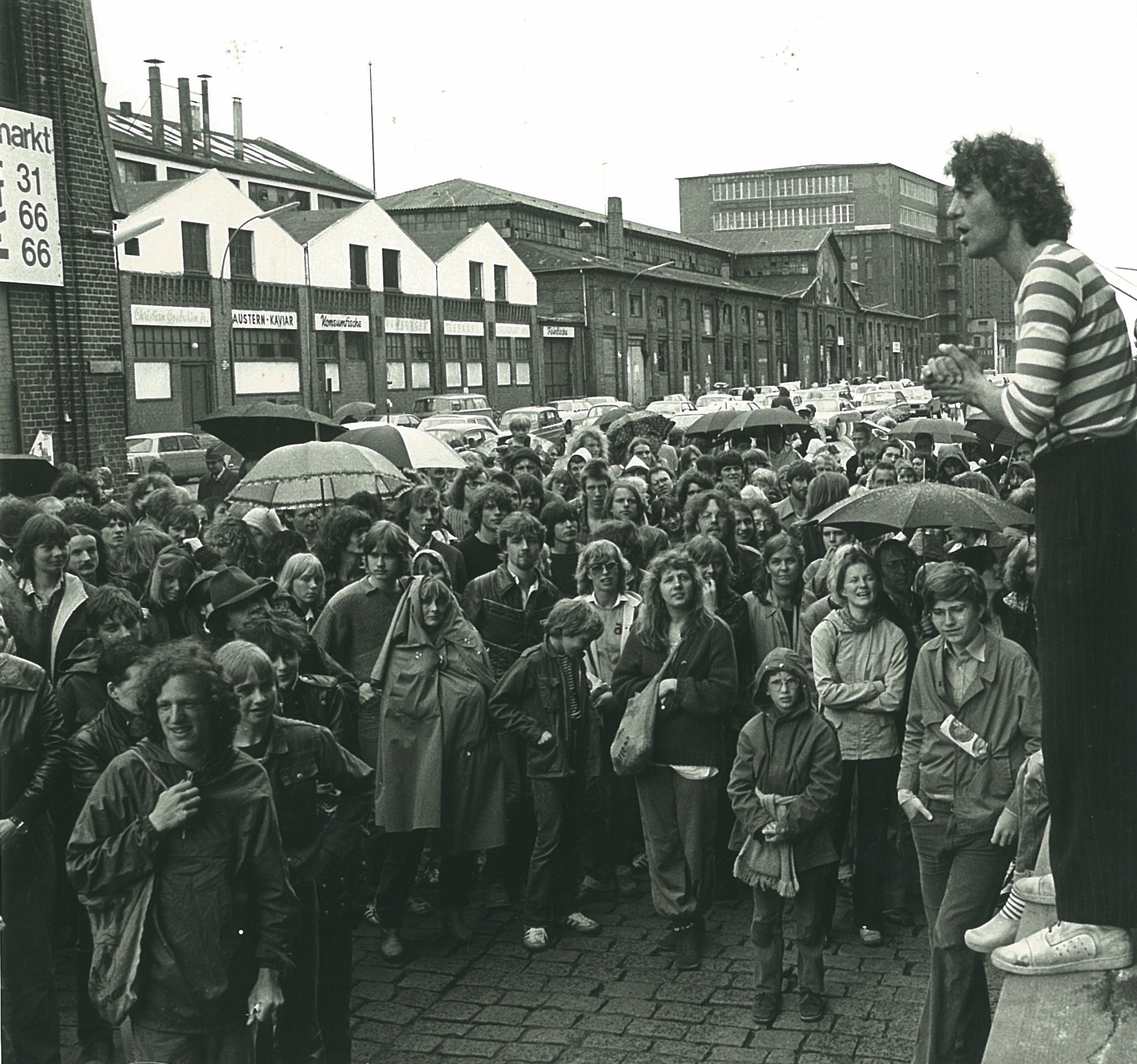
Natias Neutert auf dem Fischmarkt Hamburg-Altona, 1978

Während Letztere alles in einer Person vereinigen, legte sich der Theaterhof Priessenthal ein veritables Zirkuszelt zu und ging damit auf Tournee. Zu ihm gehörte der vorher durch Theater-, Film- und Fernsehrollen bekannt gewordene Schauspieler Martin Lüttge, der bewusst aus dem etablierten Kulturbetrieb ausgestiegen war und nun gemeinsam im Kollektiv mit seinen Kollegen die Einheit von Wohnen und Arbeiten anstrebte.
Oft wird Straßentheater, sei es als Theatergruppe, sei es als Ein-Mensch-Theater, von den Kommunen eingeladen, um offiziell aufzutreten, so etwa während der früheren Summertime-Reihe der Stadt Frankfurt am Main. Es ist mittlerweile als eigenständige Kunstform akzeptiert. Durch seine neuen Raumkonzepte, seinen Improvisationsreichtum und seine stärkere Einbeziehung des Zuschauers hat das Straßentheater vielfach auch auf die etablierten Bühnen positiv eingewirkt. Von kurzen Spielszenen und Animationen über Figuren- und Objekttheater, Stelzentheater, zirzensische Darbietungen bis hin zu Performance und spektakulären Großinszenierungen finden sich viele seiner Ausdrucksformen nun auch in Stadt- und Staatstheater wieder.
In Deutschland waren 2013 um die 200 Straßentheatergruppen oder Einzelakteure tätig.

### Deutsche Straßentheaterfestivals
Seit den 1980er-Jahren sind an zahlreichen Orten in Deutschland etliche, ausschließlich dem Straßentheater gewidmete Festivals entstanden, die (größtenteils) bei freiem Eintritt für alle zugänglich sind.
- Bildstörung – Europäisches Straßentheaterfestival Detmold
- „Gassensensationen“, Heppenheim (Bergstraße)
- Internationales Straßentheater-Festival „Berlin lacht!“, Berlin
- Internationales Straßentheaterfestival Holzminden
- Internationales Straßentheaterfestival „tête-à-tête“, Rastatt
- Internationales Straßenzirkusfestival „La Strada“, Bremen
- „Just for Fun“ Straßentheaterfestival, Darmstadt
- Naumburger Straßentheatertage, Naumburg (Saale)
- „Sommer Szene – Internationale Straßentheatertage“, Saarbrücken, Völklingen, Dillingen/Saar
- „ViaThea“, Görlitz
- „Welttheater der Straße“, Schwerte
- „Flurstücke“, internationales Festival für Theater, Tanz, Film und Performance in Münster

## Straßentheater in Indien

### Volkstheater
Indien hat eine bis in vedische Zeit zurückreichende Tradition an volkstümlichen Unterhaltungstheatern, die auf öffentlichen Plätzen oder auf einer freien Fläche am Dorfrand aufgeführt werden. Die einen Teil des Jahres umherziehenden Theatertruppen treten anlässlich von religiösen Jahresfesten wie Dashahara, Holi und Janmashtami oder auf Einladung privater Kunstförderer zu Familien- und Dorffeiern auf. In der Tradition des nordindischen Swang stehende Theaterformen kommen ohne Bühnenaufbau, Kulissen und mit einfachen Kostümen aus. Die Zuschauer setzen sich im Kreis auf den Boden. Eine Weiterentwicklung stellt ein zwischen zwei Pfosten gespannter Vorhang als Bühnenhintergrund dar, wie im Nautanki oder in den regionalen Stilen Tamasha im Bundesstaat Maharashtra oder Khyal in Rajasthan üblich.
Zu den auf der Straße bei Festen veranstalteten beliebten Theaterformen mit religiösem Hintergrund gehören Ras lila in Uttar Pradesh sowie die Tanztheater mit maskierten Darstellern Chhau und Gambhira im Osten Indiens. In Kathmandu gehört zur Indra Jatra-Prozession nach der Regenzeit im September das Maskentheater Mahakali pyakhan. In den südindischen Bundesstaaten ist in Andhra Pradesh besonders Veethi natakam populär (telugu: vithi für „Straße“, nātaka für „Theater“). Vithi (sanskrit) bezeichnet einen auf der Straße gezeigten Einakter für einen oder zwei Darsteller. In Karnataka heißt eine Aufführung im Freien allgemein Bayalata, meist wird darunter das Tanztheater Yakshagana verstanden. In Tamil Nadu gibt es das Straßentheater Terukkuttu (tamil: teru für „Straße“, kuttu für „rituelles Theater“) mit 12 bis 15 Darstellern, die in nächtlichen Vorstellungen an einem Ort auftreten und als einfachere Version mit zwei Personen, die auf einer Prozession für die Göttin Mariamman mitmarschieren.

### Modernes Straßentheater

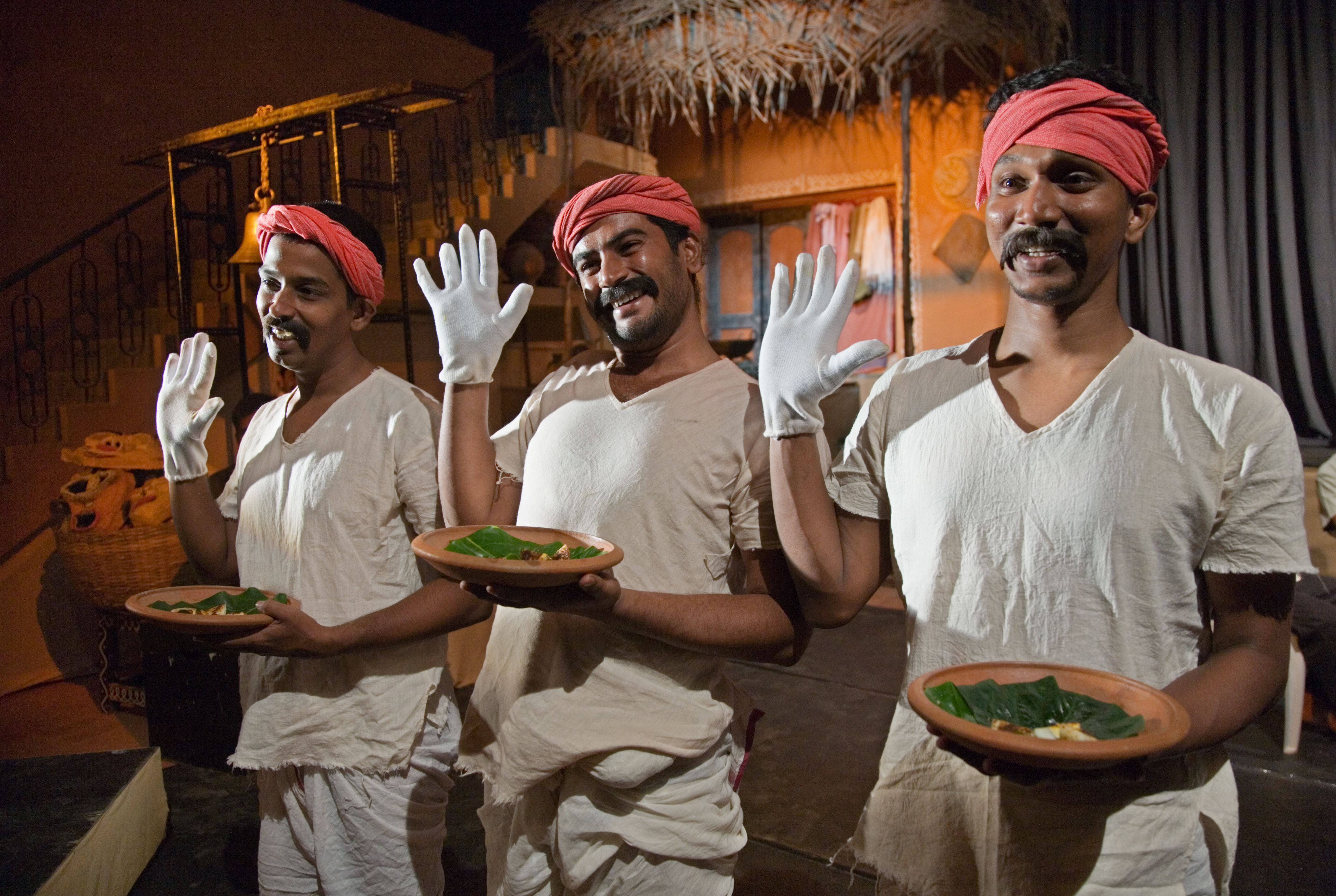
Theatertruppe Koothu-P-Pattarai in Tamil Nadu

Neben diesen alten Volkstraditionen hat sich in Indien im 20. Jahrhundert ein modernes Straßentheater entwickelt, das Nukkad Natak (hindi: „Straßentheater“) genannt wird. Es geht auf die kommunistische Aufstandsbewegung in den 1930er-Jahren gegen die britische Kolonialherrschaft zurück, als Straßentheater zur politischen Propaganda verwendet wurden. Vom Volkstheater übernahm das politische Theater den Verzicht auf Kostüme und Bühnengestaltung, dafür liegt der Schwerpunkt auf Dialogen in einer leicht verständlichen Sprache und dem hier wie dort reichlichen Gebrauch von Tanz und Musik. Die Stücke werden meist im Kollektiv verfasst, ihre Themen stammen nicht aus der indischen Mythologie, sondern behandeln alltägliche Sozialprobleme.
Häufig findet ein Austausch mit dem Publikum statt. Beispielsweise beginnen in Habib Tanvirs Stück Shantidut Kamgar („Einer der als Friedensbotschafter arbeitet“) von 1948 die Darsteller einen Streit untereinander, um Zuschauer anzulocken, die sie anschließend in eine Diskussion verwickeln. Straßentheater sprießen zahlreich in Wahlkampfzeiten oder für die Kampagnen von Nichtregierungsorganisationen als Werbebotschafter aus dem Boden und verschwinden bald danach wieder.
Einer der bekanntesten Namen für Straßentheater in Indien ist Safdar Hashmi. Er gründete in Delhi die Gruppe Jana Natya Manch. Bei der Aufführung eines Stückes, bei dem es um einen kommunistischen Streik von Industriearbeitern geht, wurde er 1989 durch den Angriff eines politisch motivierten Schlägers tödlich verletzt. Sein Geburtstag am 12. April wird als nationaler Tag des Straßentheaters gefeiert. R. P. Prasanna gründete 1975 in Bangalore die Gruppe Samudaya. Mitglieder ziehen in kleineren Gruppen mit politischen Stücken im ganzen Land umher. Die 1985 gegründete Gruppe Jana Sanskriti („Volkskultur“) führt jedes Stück zweimal hintereinander auf: Beim zweiten Mal nehmen einige Zuschauer die Rollen der Schauspieler ein und erarbeiten einen anderen Ausgang der Handlung. 1977 wurde in Chennai die Gruppe Koothu-P-Pattarai (KPP) gegründet, die sich vom Straßentheater zur führenden modernen Theatergruppe in Tamil Nadu entwickelte. Sie spielt dörfliches Volkstheater für ein städtisches Publikum.